# 協力行動

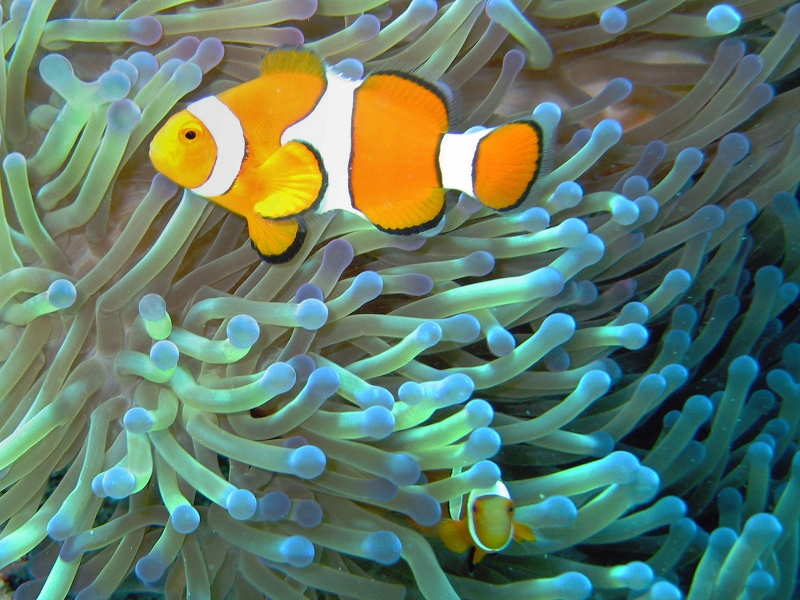
多くの動物種は相互共生において互いに協力する。一例としてカクレクマノミはリッテリイソギンチャクの触手の中に生息する。イソギンチャクはカクレクマノミに対して捕食者からの保護を提供し（捕食者はイソギンチャクの触手の刺胞に耐えられない）、一方でカクレクマノミは（イソギンチャクを食べる）チョウチョウウオからイソギンチャクを守る

協力行動（きょうりょくこうどう、英: Cooperation）は、生物の集団が利己的な個人の利益のために競争するのではなく、集団としての利益のために共に働くあるいは行動することを指す。
生物学において、多くの動物や植物の種は、同種の他の個体と協力するだけでなく、(共生または相利共生の)関係にある他種の個体とも協力する。イギリス英語ではco-operationと表記され、時代とともに使用法が変化して、coöperationとも表記される。

## 人類における協力
人類は他の動物と同じ理由で協力する：即時的な利益、遺伝的関係性、互恵性のためである。しかし、人類特有の理由もある。例えば正直なシグナリング（間接的互恵性）、文化的集団選択、文化進化に関連する理由などである。
言語は人類が非常に大規模に協力することを可能にする。特定の研究によると、公平性は人類の協力に影響を与え、個人は不公平な扱いを受けていると信じる場合、自己犠牲を払ってでも処罰（「利他的処罰」）を行う意志があることが示唆されている。サンフェイらは、19人の被験者を応答者として最後通牒ゲームをプレイしている間、MRIでスキャンする実験を行った。被験者は他の人間のパートナーとコンピュータのパートナーから提案を受けた。応答者は人間のパートナーからの不公平な提案を、コンピュータのパートナーからの提案と比べて有意に高い割合で拒否した。この実験はまた、利他的処罰が脳の前部島皮質によって不公平な状況で生成される負の感情と関連していることを示唆した。
直接的な互恵性が起こりにくい状況において、参加者が相手の過去の行動や評判を学ぶイメージスコアリングが協力的な行動を促進することが観察されている。これは評判やステータスが関与する状況では、人間はより協力的になる傾向があることを示唆している。
類人猿以外の多くの生物、例えば魚類、鳥類、昆虫なども協力的な行動を示す：教育、援助、自己犠牲を行い、問題を解決するために調整することができる。著者のニコラ・ライハニは、地球はチームワーク、集団行動、協力の歴史であると論じている。
これは利己的な行動であり、問題解決に向けて共に働くことは、成功をもたらすためである。典型的には、問題解決への努力は協力的な取り組みによってのみ解決できることが多い。例えば、ほとんどの個人、特に家族内での協力的な行動は、移住や成功、特に家族の成功といった生存のための主要な問題解決を達成するために一般的に集約されている。例えば民主主義は、社会的比較、協力への関与、共有する存在でありたいという3つの主要な特性によって生まれた。これらはすべて、すべての資源を独占するのではなく、徐々に協力の資源を分配することを受け入れたいという欲求から生まれている（派閥、チーム、またはより大きなコミュニティ）。
クライアントが観察し、現在の相互作用が悪い反応を示しているのを見ると、待っている他のすべての人が観察を止めるか、別の場所に行くことがある。そのため、クライアントが協力的な行動を示す能力に気付くようにできる場合、より良いサービスを提供することができる。これは人々の間での寛容さの「トーナメント」や張り合い行動、そしてクリーナーフィッシュの間でも観察されており、将来的な利益を得るために行う高コストな行動の例である。人間の場合、特に男性が魅力的な女性の存在下やオンラインでこのように競争的に行動する際、無条件の寛容さは性的役割の優位性の認識を示唆する特定の反応である。
すべての人類の成果は、他者によって創造された協力の努力に実際に依存している。些細なものから真に壮大なものまで、平凡な成果であれ最大の成果であれ、それは協力に依存している。人類は生物学的に社会的本能によって生存を確保するように設計されており、初期の人類が食べた食物の多くは狩猟や採集によるものであり、これらは一人では行えない協力の側面である。飢餓の問題を避けるために、我々は存続を望むなら遠い祖先のように団結しなければならなかった。しかし、霊長類は主に大きなサラダボウルで生活していたため、そのような圧力を避け、進化戦略として必要なものを限定した。我々は食べるために協力するだけでなく、この戦略を続けるために他の重要な生活技術を学ぶ必要があり、必須の食物なしでは生存できない子どもたちを育てなければならなかった。
血縁選択または関連する包括適応度理論は、生物自身の最善の利益にならない場合でも、生物の親族の成功を促進する繁殖戦略として定義され、人類の社会的行動、関係性、協力に非常に関連している。
アルフレッド・アドラーの個人心理学では、社会的本能の定義は以下の通りである：協力への生得的衝動は、個人が自己実現を達成するのを助けるために社会的利益と共通善を涵養することに不変的につながる。

## 他の動物における協力
協力は非ヒト動物にも一般的に見られる。両者に即時的な利益をもたらす協力の他に、この行動は主に血縁者間で生じる。血縁個体を支援するために時間と資源を費やすことは、生物の生存機会を減少させる可能性があるが、血縁者は遺伝子を共有しているため、援助者の遺伝的形質が次世代に伝わる可能性を高める可能性がある。協力的引き寄せパラダイムは、動物が協力するかどうか、またどのような条件下で協力するかを評価するための実験デザインである。これは、2匹以上の動物が一匹では成功裏に操作できない装置を介して報酬を自分たちの方に引き寄せることを含む。
一部の研究者は、協力はこれよりも複雑であると主張する。彼らは、援助者が他者を援助することから、一般的に報告されているよりも直接的な利益を得て、間接的な利益は少ないと主張する。さらに、協力は単に2個体間の相互作用だけでなく、個体群を統一するというより広範な目標の一部である可能性があると主張する。

## 血縁選択
動物における協力の具体的な形態の一つは血縁選択であり、これは動物が自身の適応度を高めるために血縁者の子孫を育てることを助けることと定義できる。
血縁選択を説明する異なる理論が提案されており、「滞在料支払い」仮説と「縄張り相続」仮説が含まれる。「滞在料支払い」理論は、個体が繁殖者の土地に住むことを許可してもらう見返りとして、他者の子孫を育てることを助けることを示唆している。「縄張り相続」理論は、繁殖者が去った後に繁殖地へのアクセスを改善するために個体が援助すると主張する。これら2つの仮説は、少なくともシクリッド科の魚類においては、どちらも有効であると思われる。
アカオオカミを対象とした研究は、援助者が協同繁殖から即時的および長期的な利益の両方を得るという以前の研究者の主張を支持している。研究者らは、アカオオカミが出生後、長期間にわたってパックと共に留まる決定の結果を評価した。この「分散の遅延」は他のオオカミの子育てを助けることを含んでいたが、オスのオオカミの寿命を延ばすことが分かった。これらの発見は、血縁選択が適応度の増加という点で長期的な利益だけでなく、生存機会の向上を通じて短期的にも個体に利益をもたらす可能性があることを示唆している。
一部の研究では、特定の種がより密接な血縁関係にある個体により多くの援助を提供することさえ示唆している。この現象は血縁識別として知られている。メタ分析において、研究者らは西ブルーバード、カワセミ、オーストラリアカササギ、コマングースを含む18種における遺伝的関係性を介した血縁選択に関するデータを編集した。彼らは、異なる種が様々な程度の血縁識別を示し、協力的相互作用から最も多くを得られる種の間で最大の頻度が生じることを発見した。

## 協力システム
協力はシステムの構成要素が全体的な特性を達成するために共に働くプロセスである。言い換えれば、「利己的」で独立しているように見える個々の構成要素が共に働いて、部分の総和以上の高度に複雑なシステムを作り出す。この現象は一般的に「創発」として知られ、自己組織化の結果と考えられる。例：
- 細胞内の構成要素が共に働いて生命を維持する
- ニューロンが思考と意識を生み出し、他の細胞が共に働いて多細胞生物を生み出すために通信する
- 生物が食物連鎖と生態系を形成する
- 人々が家族、部族、都市、国家を形成する
- 原子が分子を作り上げるために単純な方法で協力する

システム内で協力する主体を生み出すメカニズムを理解することは、自然界で最も重要で最も理解が進んでいない現象の一つであるが、努力が不足しているわけではない。
より大きなシステムのための個人の行動は、強制的（強制される）、自発的（自由に選択される）、あるいは無意識的でさえあり得る。したがって、個人やグループは、利害や目標に関してほとんど共通点がなくても、協調して行動する可能性がある。そのような例は、市場取引、軍事戦争、家族、職場、学校、刑務所、そしてより一般的には個人が（自己選択、法律による、または強制的に）その一部である任意の機関や組織に見出すことができる。
協力システムは組織研究において、少なくとも1つの明確な目的のために2人以上の人々が協力することによって、特定の体系的関係にある物理的、生物学的、個人的、社会的構成要素の複合体として定義されている。

## 囚人のジレンマ
囚人のジレンマは、特定の条件下では、集団のメンバーが協力することが全員に相互利益をもたらすにもかかわらず、協力しないことを示すモデルである。これは、集団的な自己利益だけでは協力的な行動を達成するのに不十分であることを明確にしている。少なくとも、「裏切る」非協力的な個人が協力的な集団メンバーを搾取できる場合はそうである。囚人のジレンマはこの問題をゲーム理論を用いて形式化しており、多くの理論的・実験的研究の対象となってきた。最初の広範な実験研究は1960年代初頭にアナトール・ラパポートとアルバート・チャマーによって実施された。実験経済学の結果は、人間がナッシュ均衡としてモデル化された厳密な自己利益が示唆するよりも、しばしばより協力的に行動することを示している。経済実験では被験者に比較的抽象的な決定を小さな賭け金で行うことを要求するが、高額な賭け金による自然実験の証拠は、人間が厳密な自己利益が示唆するよりも協力的に行動するという主張を支持している。
一つの理由は、囚人のジレンマ状況が繰り返される場合（繰り返し囚人のジレンマ）、一回限りの問題が示唆するよりも、非協力をより多く罰し、協力をより多く報酬することができることである。これが高等生命形態における複雑な感情の進化の一つの理由であると示唆されている。ゲームの繰り返しバージョンをプレイすることは、プレイヤーが後続のラウンドで協力を互恵的に行う速度に関連する脳信号のカスケードにつながる。
進化生物学において、協力の進化のための5つのメカニズムが提案されている：(i) 血縁選択、(ii) 直接互恵性、(iii) 間接互恵性、(iv) 空間構造、(v) 群選択。

### 書籍
- 『協力の進化』
- 『相互扶助論：進化の要因』